# Chéché
Chéché (również Ché Ché) – wieś w Gwinei Bissau, w regionie Gabú.